# コーテン準男爵
コーテン準男爵（コーテンじゅんだんしゃく、英語: Courten baronets）は、イングランドの準男爵位。1622年に創設され、1624年に1代で廃絶した。

## 歴史
1622年5月18日、ウィリアム・コーテン（1636年5月没）と1人目の妻マーガレット（Margaret、旧姓クロムリン（Cromlyn）、ピーター・クロムリンの娘）の息子ピーター(c. 1598–1624)が叙される形で創設された。ピーターは1624年2月22日に騎士爵にも叙されたが、同年に死去、準男爵位は廃絶した。ピーターの妻ジェーン（Jane、1684年3月12日没、サー・ジョン・スタンホープの娘）はその後、初代ヴァレンティア子爵フランシス・アンズリー（1660年11月没）と再婚した。

## （アルディントンの）コーテン準男爵（1622年）
- 初代準男爵サー・ピーター・コーテン（1598年ごろ – 1624年[1]）